# Thayer (Nebraska)
Thayer ist ein Dorf (Village) im York County im Süden von Nebraska, Vereinigte Staaten. Das U.S. Census Bureau hat bei der Volkszählung 2020 eine Einwohnerzahl von 44 ermittelt.

## Geografie
Das Dorf Thayer befindet sich rund 14 Kilometer nordöstlich von York. Die nächstgelegenen größeren Städte sind Grand Island (80 km westlich) und Lincoln (72 km östlich).

## Geschichte
Der Ort wurde 1887 gegründet, als die Kansas City and Omaha Railroad ihr Streckennetz hierher ausbaute. Benannt wurde es nach dem Politiker John Milton Thayer. Ein Postbüro gab es seit dem 6. August 1887, 1965 wurde es geschlossen.

## Verkehr
Der nächstgelegene Flugplatz ist der York Municipal Airport.